# Клокочкови
Клокочкови е или (Staphyleaceae) семейство покритосеменни растения - предимно дървета и храсти. Rазпространени са в умерената климатична зона на северното полукълбо.